# 유리 타르마크
유리 타르마크(에스토니아어: Jüri Tarmak, 1946년 7월 21일~2022년 6월 22일)는 주로 높이뛰기에서 활약한 전 에스토니아의 육상 선수로 소련을 대표하였다. 그는 레닌그라드 디나모 클럽에서 훈련을 받고, 레닌그라드 주립 대학교에서 수학하였다.
탈린에서 태어난 타르마크는 1963년에 육상을 시작하여 1970년 소련 국가 대표팀의 일원이 되었다. 1972년 뮌헨 올림픽에서 소련을 대표하여 높이뛰기 금메달을 획득하였다.
또한 그는 1971년 유럽 선수권에서 헝가리의 마요르 이스트반에게 밀려 은메달을 따고, 다음 해에는 마요르와 동료 선수 케이스투티스 샤프카에 밀려 동메달을 땄다.
1972년 명예의 배지 훈장이 수여되었다.